# مستقبل بروتين دهني منخفض الكثافة
مستقبل بروتين دهني منخفض الكثافة (LDL receptor) هو بروتين مؤلف من 839 حمض أميني يقوم بالتوسط في التقام البروتين الدهني منخفض الكثافة

## الوظيفة
يتوسط مستقبل البروتين الدهني منخفض الكثافة التقام الـLDL الغني بالكوليستيرول ومنه الحفاظ على مستوى LDL في بلازما الدم. يظهر هذا في جميع الخلايا ذوات النوى، لكن أساسا في الكبد الذي يزيل 70% من الـLDL من الدورة الدموية، تتكتل مستقبلات الـLDL في وهدات مغطاة للكلاثرين، وبعدها تنفصل هذه الوهدات المغطاة عن السطح لتشكيل حويصلات التقام مغطاة تحمل الـLDL إلى داخل الخلية. بعد الاستدخال، تنفصل المستقبلات عن ربائطها حين تتعرض لمستوى أس هيدروجيني منخفض في الجسيمات الداخلية. بعد الانفصال يلتف المستقبل على نفسه لتشكيل بنية مغلقة ويعاود دورته إلى سطح الخلية. توفر إعادة تدوير مستقبلات الـLDL السريعة آليةً لتوصيل الكوليستيرول إلى الخلايا.، تم التقرير كذلك بأن بعض الفيروسات مثل فيروس التهاب الكبد C والفيروسات المصفرة وفيروسات الإسهال عند الأبقار يمكنها عبر الارتباط ببروتين دهني في الدم الدخولُ إلى الخلايا بشكل غير مباشر عبر الالتقام التوسطي بواسطة المستقبل LDLR. علاوة على ذلك، تحوير المُستقبِل مرتبط باختلال لمفِيٍّ مبكّرٍ مرتبطٍ بالتصلب العصيدي. يتم تنظيم اصطناع المستقبلات في الخلايا بواسطة مستوى الكوليسترول الحر داخل الخلايا، إن كان فائضا عن حاجات الخلية فإن عملية نسخ جينِ المستقبلِ يتم تثبيطها. تُترجم مستقبلات الـLDL بواسطة الريبوسوم في الشبكة الإندوبلازمية ويتم تعديلها بواسطة جهاز غولجي قبل أن تنتقل في حويصلات إلى سطح الخلية.

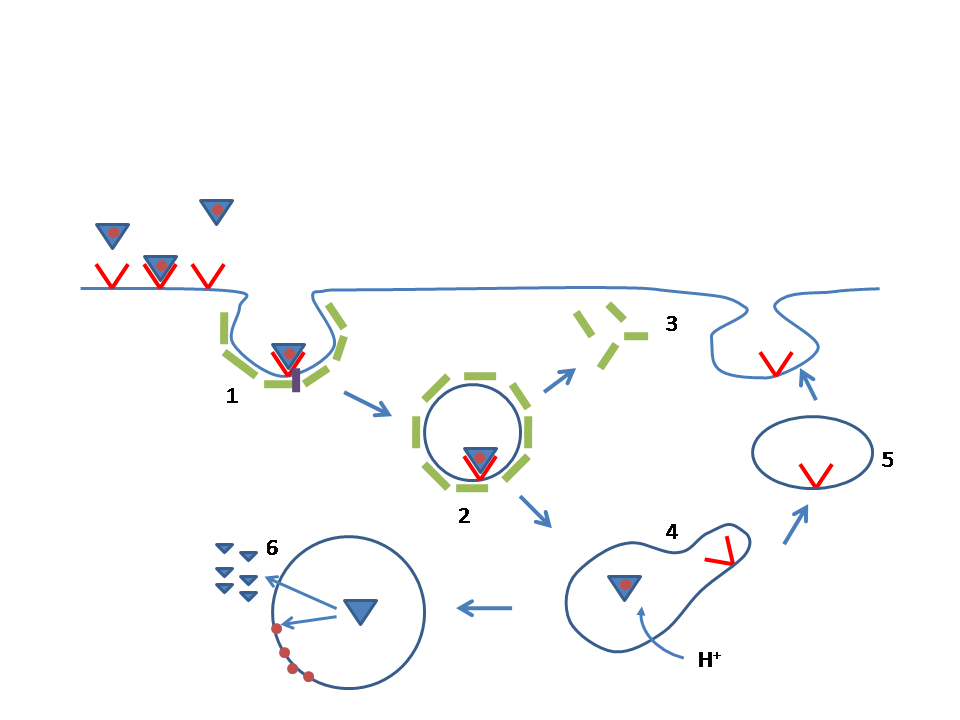
مسـار الـLDLR: ترتبط جزيئات الـبروتين الدهني LDL (مثلثات زرقاء) بمستقبلات الـLDL (حمراء) على غشاء الخلية، ثم ترتبط المستقبلات مع الكلاثرين (الخضراء) وبروتين الوصل أدابتين وتتكتل في وهدة كلاثرين مغطاة أو كُهيف (1). بعدها ينفصل الكهيف عن الغشاء ليصبح حويصلة كلاثرين مغطاة (2). وبينما تنفصل جزيئات الكلاثرين عن الحويصلة عائدة إلى سطح الخلية (3)، تندمج الحويصلة مع مع الجسيم الداخلي المتأخر (4). يسبب الأس الهيدروجيني المنخفض في الجسيم الداخلي المتأخر انفصال الـLDL عن المستقبل، والذي يعود إلى سطح الخلية عبر حويصلة إعادة تدوير (5). يتم تحليل الـLDL في الجسيم الحال (6) ويتم استعمال كولستيروله في عشاء الجسيم الحال، بينما تتم حلمأة الجزء البروتيني منه إلى أحماض أمينية، تنتشر في السيتوبلازم.